# Amsteldorp (Amsterdam)
Amsteldorp is een buurt in de Watergraafsmeer in Amsterdam-Oost, nabij het Amstelstation. De buurt ligt langs de oostzijde van de Weespertrekvaart en wordt verder begrensd door de Hugo de Vrieslaan, de Gooiseweg en het Sportpark Drieburg.
Het bestaat uit twee buurten: de De Wetbuurt in het zuiden en Tuindorp Amstelstation in het noorden. De De Wetbuurt is genoemd naar de in de tot 1921 zelfstandige gemeente Watergraafsmeer gelegen De Wetstraat, die in 1922 na de annexatie door Amsterdam werd omgedoopt tot Fahrenheitstraat.
De buurt dateert uit de jaren twintig, maar er staan ook veel huizen uit de jaren vijftig. Tuindorp Amstelstation is gebouwd in 1947-'48 en was vooral bedoeld voor ouderen die elders in de stad in een te grote woning woonden; op deze manier kwamen die woningen vrij voor gezinnen met kinderen. Vanaf het Julianaplein gezien ligt de buurt duidelijk een stukje lager.
Er is ook een eerder buurtschapje Amsteldorp geweest in wat nu de Rivierenbuurt is, aan de overzijde van de Amstel.